# Xã Mill Creek, Quận Madison, Arkansas
Xã Mill Creek (tiếng Anh: Mill Creek Township) là một xã thuộc quận Madison, tiểu bang Arkansas, Hoa Kỳ. Năm 2010, dân số của xã này là 610 người.